# Patruljni teki na Zimskih olimpijskih igrah 1928
Patruljni teki na Zimskih olimpijskih igrah 1928.

## Rezultati
| Poz | Ekipa                                                                                       | Čas       |
| --- | ------------------------------------------------------------------------------------------- | --------- |
| 1   | Norveška · (Ole Reistad, Leif Skagnæs, Ole Stenen, Reidar Ødegaard)                         | 3:50:47   |
| 2   | Finska · (Eino Hjalmar Kuvaja, Kalle Tuppurainen, Esko Järvinen, Veikko Hannes Ruotsalainen | 3:54:37   |
| 3   | Švica · (Fritz Kuhn, Hugo Lehner, Otto Furrer, Anton Julen)                                 | 3:55:04   |
| 4   | Italija · (Enrico Silvestri, Daniele Pellissier, Erminio Confortola, Piero Maquignaz)       | 4:07:30   |
| 5   | Nemčija · (Franz Raithel, Stefan Kistler, Josef Rehm, Ludwig Mayer)                         | 4:15:02 ½ |
| 6   | Češkoslovaška · (Otakar Německý, Josef Klouček, Jan Bedřich, Robert Möhwald)                | 4:15:07 ½ |
| 7   | Poljska · (Zbigniew Wóycicki, Władysław Żytkowicz, Bronisław Czech, Tadeusz Zaydel)         | 4:39:45   |
| 8   | Romunija · (Toma Calista, Constantin Pascu, Ioan Rucǎreanu, Ion Zǎgǎnescu)                  | 5:00:16   |
| 9   | Francija · (Marcel Pourchier, R. Mandrillon, R. Gindre, M. Perrier)                         | 5:20:26   |